# Gesine Märtens
Gesine Märtens (* 3. August 1971 in Magdeburg) ist eine deutsche Politikerin und politische Beamtin (Bündnis 90/Die Grünen). Von 2019 bis 2024 war sie Staatssekretärin im Sächsischen Staatsministerium der Justiz und für Demokratie, Europa und Gleichstellung.

## Leben
Ihre Kindheit und Jugend verbrachte Märtens in Dresden. Nach dem Abitur nahm sie 1990 ein Studium der Kulturwissenschaften, Philosophie sowie Journalistik an der Universität Leipzig und der Universität Complutense Madrid auf. 2004 promovierte sie mit einer Dissertation über José Ortega y Gasset zur Dr. phil. Von 2009 bis zu ihrer Berufung zur Staatssekretärin im Zuge der Bildung des Kabinetts Kretschmer II arbeitete sie als systemische Familientherapeutin in  Leipziger Gewaltschutzeinrichtungen. Sie setzt sich aktiv für gleichstellungspolitische Initiativen ein, wie zum Beispiel als Mitbegründerin des Leipziger Frauenlaufes.
Märtens wurde 2014 und 2019 für Bündnis 90/Die Grünen in den Stadtrat von Leipzig gewählt. Am 20. Dezember 2019 wurde sie zusammen mit Mathias Weilandt von Katja Meier zur Staatssekretärin im Sächsischen Staatsministerium der Justiz und für Demokratie, Europa und Gleichstellung ernannt. Im Zuge der Bildung des Kabinetts Kretschmer III schied sie am 19. Dezember 2024 aus dem Amt aus.

## Schriften
- José Ortega y Gasset – Mythos und Konstruktion: Ortegas deutsches Werk bis 1945. CD-ROM, Leipzig 2003.